# (1140) Crimea
(1140) Crimea ist ein Asteroid des Hauptgürtels, der am 30. Dezember 1929 vom russischen Astronomen Grigori Nikolajewitsch Neuimin in Simejis entdeckt wurde.
Der Name ist abgeleitet von der ukrainischen Halbinsel Krim.